# یاس-نادی‌کون-سولنوک
یاس-نادْیْ‌کون-سولنوک (به مجاری:  Jász-Nagykun-Szolnok megye) یکی از استان‌های مجارستان است. یاسی‌ها، گروهی از مردمان ایرانی از تیره سکاها در این استان ساکن هستند.